# William Beechey
William Beechey (12 de dezembro de 1753 — 28 de janeiro de 1839) foi um pintor inglês, nascido em Burford.
Pintou os retratos dos membros da família real britânica e de quase todas as pessoas mais famosas ou populares da época. A sua melhor produção, como foi considerada, é uma revisão de cavalaria, uma grande composição, em primeiro plano, onde introduziu retratos de Jorge III, o príncipe de Gales e do duque de York, cercado por uma brilhante equipe a cavalo.